# Legio II Augusta
A Legio II Augusta (legio secunda augusta, Augustus II. légiója) egy római légió volt. Jelvényein kecskebak, pegazus és Mars isten szerepeltek. A 3. századtól már csak a bakot használták.

## Története

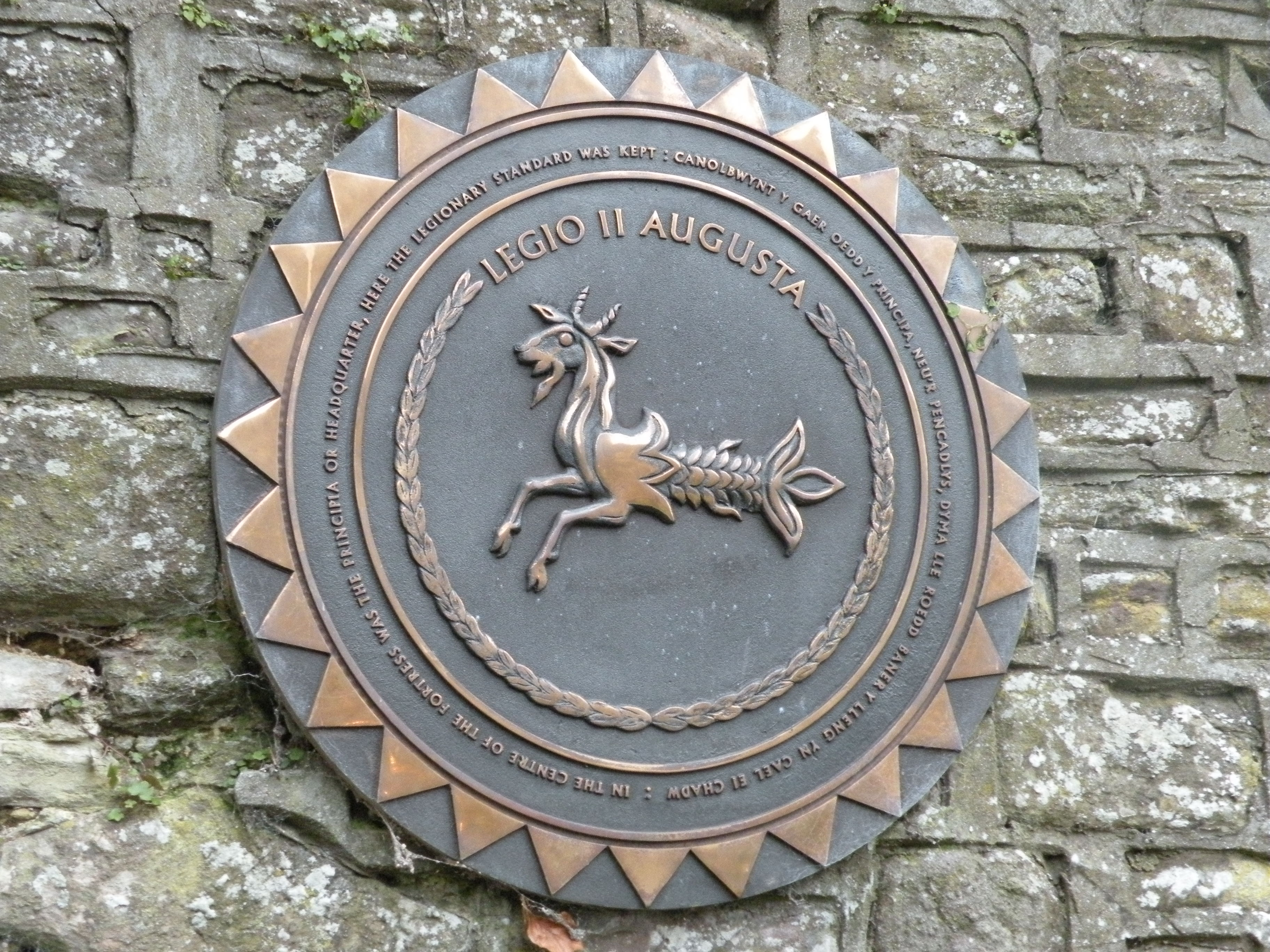
A II Augusta emléktáblája Caerleonban

A légiót feltehetően Gaius Vibius Pansa consul és Octavianus (a későbbi Augustus császár) hozta létre i.e. 43-ban II. szabin légió (Legio II Sabina) néven. Ebben az esetben az egység részt vett a Po melletti csatában Marcus Antonius ellen; később pedig, amikor Marcus Antonius, Octavianus és Lepidus a második triumvirátusban egyesült Caesar gyilkosai (Cassius és Brutus)ellen, harcolt a philippi csatában is. Egy parittyakő felirata alapján feltételezik, hogy jelent volt i.e. 41-ben Perugiában, ahol Octavianus megostromolta Marcus Antonius fivérének, Luciusnak seregét.
Lehetséges, hogy a II Sabina azonos a II Gallicával; ebben az esetben i.e. 30 körül Galliában állomásozott. 30 után Hispania Tarraconensis északi részén tartózkodott és részt vett Augustus cantabrusok elleni háborúiban i.e. 25 és 13 között. Ez igen jelentős hadművelet volt, a részt vevő egységek közül sikerült azonosítani a I Germanica, IV Macedonica, V Alaudae, VI Victrix, IX Hispana, X Gemina, XX Valeria Victrix és talán a VIII Augusta légiókat is. Ismert, hogy a II Sabina és I Germanica részt vett Acci colonia felépítésében, és veteránjai Barcelonába és a mauretaniai Cartennasban települtek le.
Az i.e. 9-ben történt teutoburgi vereség után a II. légiót (már Augusta melléknévvel) a Rajna mellé vezényelték, ahol valahol Mainz közelében volt a tábora. 14-16-ban részt vett Germanicus germán törzsek elleni hadjáratában. Egy, a Watt-tenger menti hadművelet során a II Augustát és a XIV Geminát meglepte egy hirtelen áradás. Eztán Germania Superior provinciában, Strasbourgnál védte a Rajna egyik stratégiailag fontos átkelőhelyét.
21-ben részt vett a Julius Sacrovir és Julius Florus vezette galliai lázadás letörésében.
43-ban Claudius császár a II Augusta, IX Hispana, XIV Gemina és XX Valeria Victrix légiókat vitte britanniai hadjáratára. A II Augusta parancsnoka ekkor a leendő császár, Titus Flavius Vespasianus volt. Britanniában Silchesterben, 49-től Dorchesterben, 55-től Exeterben, 74-től pedig Gloucesterben állomásozott.
Boudicea 60-as (vagy 61-es) felkelése idején a légió erődjének praefectusa, Poenius Postumius megtagadta, hogy a helytartó, Gaius Suetonius Paulinus segítségére siessenek. Poenius később öngyilkos lett. Nem világos, hogy a légiónak miért nem volt kinevezett legatusa, aki felülbírálta volna a döntését. 

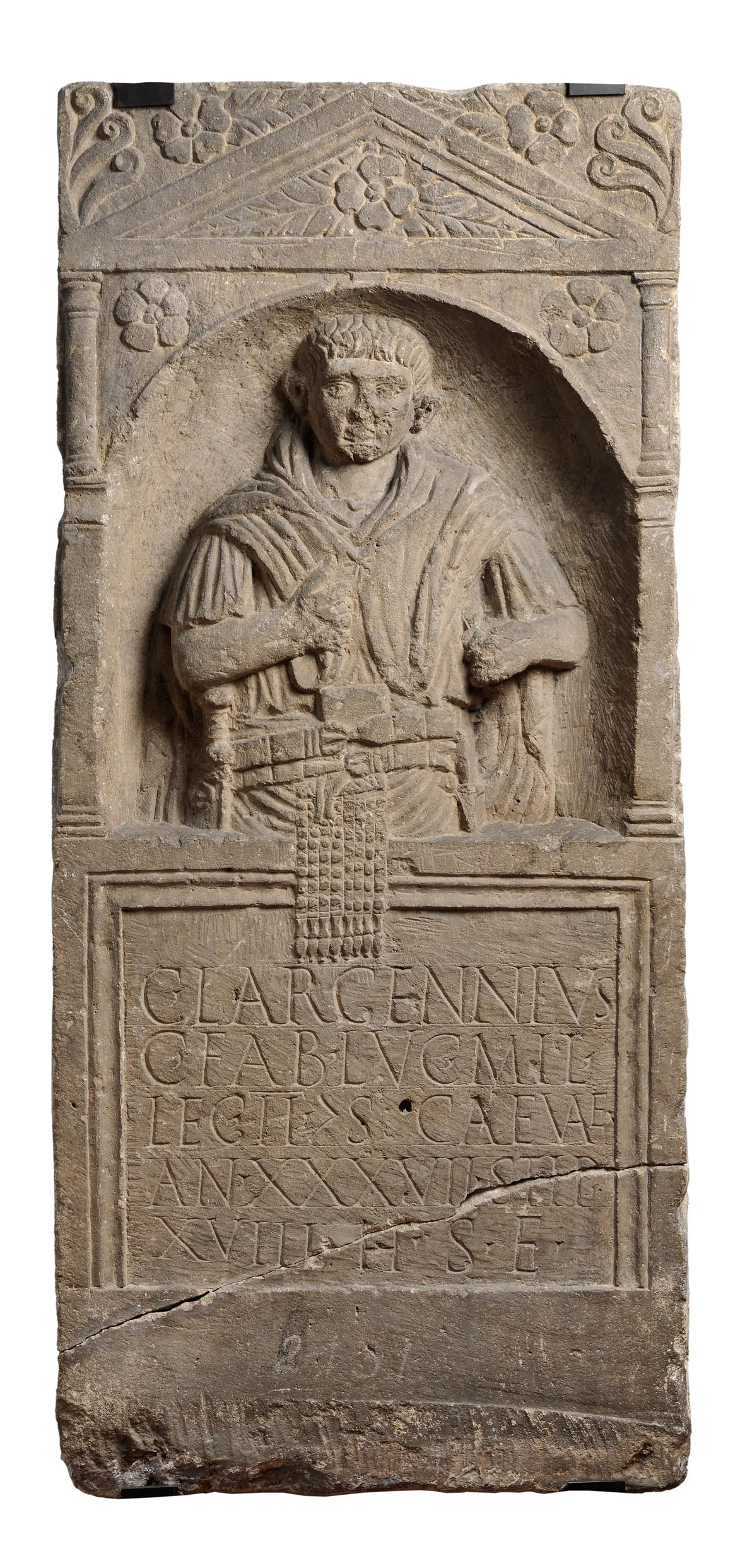
Largennius, a II Augusta veteránjának síremléke Strasbourgból

A Nero halála után polgárháborúban, 69-ben a légió egy része Vitelliust támogatta és legalább egy alegysége Itáliába utazott és a cremonai csatában harcolt Otho erői ellen. Ezek a csapatok később Vespasianustól szenvedtek vereséget és 70-ben visszaküldték őket Britanniába.
Vespasianus uralkodása alatt, 75-ben a légiót áthelyezték Walesbe, Caerleonba. 139 és 142 között katonái részt vettek Antoninus falának építésében.
155 és 158 között felkelés tört ki Észak-Britanniában, amelyben a helyi légiók súlyos veszteségeket szenvedtek és a két germaniai provinciából kellett hozatniuk erősítést.
196-ban a császári babérokra áhítozó Decimus Clodius Albinus britanniai helytartó a helyi légiókkal átkelt a kontinensre, de Lucius Septimius Severus legyőzte őket. Mire visszatértek, a védtelenül maradt provinciát az északi törzsek végigfosztogatták. 208-ban maga Septimius császár érkezett a szigetre, hogy meghódítsa Skóciát és ekkor a II Augustát északra vezényelték, ahol a Legio VI Victrix-szel egy erődben szállásolták el a Tay folyó mellett.
Caracalla vagy Heliogabalus (mindkettő használta az Antoninus nevet) idején a Legio II Augusta megkapta az Antonina melléknevet. Severus Alexander idején az északi terjeszkedési terveket végképp feladták és a légió visszakerült Caerleonba. 255-ben még itt tartózkodott.
A légió egyes alegységei harcoltak Domitianus chattusok elleni 83-as háborújában, a 3. században pedig Nyugat-Galliában (Armoricában).
A 4. században a II Augusta a kenti partvidéket védte a germán fosztogatók ellen és Richboroughban állomásozott.